# النسبة الذرية
النسبة الذرية هي قياس نسبة الذرات من نوع إلى نوع اخر ومن أحد أهم المفاهيم وثيقة الصلة بالموضوع هو النسبة المئوية الذرية (%). والتي تعطي النسبة المئوية الذرية لنوع واحد من الذرات بالنسبة إلى العدد الاجمالي من الذرات. وأما عن المكافئات الجزيئية لهذه المفاهيم فهي: الكسر المولي، والنسبة المئوية المولية.

## الذرات
رياضيا يعبر عن النسبة الذرية بالعلاقة التالية:

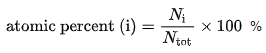
العلاقة الرياضية لقانون النسبة الذرية

و يعبر عن العلاقة الرياضية للنسبة المئوية الذرية:

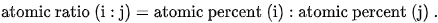
العلاقة الرياضية للنسبة المئوية الذرية

على سبيل المثال، النسبة الذرية للهيدروجين في جزيء الماء = 66.67% , بينما النسبة الذرية للهيدروجين إلى الاكسجين هي = 2:1 .

## النظائر
من أحد التطبيقات الأخرى للنسبة الذرية في الكيمياء الاشعاعية، يمكن التعبير عنها من خلال الوفرة الطبيعية.
فعلى سبيل المثال، نسبة الوفرة الطبيعية للديتيريوم إلى الهيدروجين في الماء الثقيل هي = 1:7000 .

## في فيزياء الليزر
على الرغم من ذلك، في فيزياء الليزر، النسبة الذرية من الممكن أن تشير إلى عامل الاشابة أو كسر الاشابة.
فعلى سبيل المثال، نظريا نسبة اشابة 100% لعنصر
Yb : Y3Al5O12 is pure Yb3Al5O12